# Заглубокое
Заглубо́кое (бел. Заглыбокае) — деревня в составе Горбацевичского сельсовета Бобруйского района Могилёвской области Республики Беларусь.

Административный центр Горбацевичского сельсовета.

## Население
- 1999 год — 31 человек
- 2010 год — 17 человек